# Слуга народа (телесериал)
«Слуга народа» (укр. Слуга народу) — украинский политический комедийный телесериал режиссёра Алексея Кирющенко, произведённый «Студией Квартал 95». Слоган сериала: «История следующего Президента».
Премьера первого сезона состоялась на украинском телеканале «1+1» 16 ноября 2015 года. 7 июня 2017 года начались съёмки 2 сезона. Премьера 2 сезона состоялась 23 октября 2017 года. В августе 2018 года были начаты съёмки третьего сезона сериала, а 27 марта 2019 года состоялась премьера первой серии на телеканале «1+1».

## Сюжет

### 1 сезон
(1 — 24 серии)
Сюжет сериала разворачивается вокруг Василия Петровича Голобородько (Владимир Зеленский) — учителя истории, который однажды выходит из себя от скотства окружающей жизни и в гневном угаре нецензурно высказывает всё накипевшее своему коллеге. Ученик его класса тайно снимает этот диалог на мобильный телефон и выкладывает в интернет, получая таким образом миллионы просмотров.
Голобородько становится очень популярен и, поддавшись на уговоры учеников, а также получив поддержку граждан, которые собрали необходимую для регистрации кандидатуры сумму денег, выдвигает свою кандидатуру на выборы президента. Наутро после выборов в обычную киевскую квартиру на Дарнице приезжает кортеж во главе с премьер-министром. У простого разведённого учителя истории, живущего с родителями, начинается совершенно новая жизнь.
Полнометражный фильм
Весной 2016 года режиссёр сериала Алексей Кирющенко сообщил, что планируется начать съёмки полнометражного художественного фильма по мотивам сценария второго сезона «Слуги народа». По его словам, премьера фильма готовится к началу 2017 года. С лета 2016 года съёмки проходят в разных городах Украины. Сразу после полного метра планируется сделать 24 серии уже известного сериала.
Студия «Квартал 95» подавала в Госкино заявку на поддержку своих проектов в размере 50 млн гривен, из которых 15 млн гривен на указанный полнометражный фильм, 35 млн гривен на мультфильм «Гулливер возвращается». После скандала в Юрмале она отказалась от питчинга.
Президент Василий Голобородько у власти уже почти полгода. Экономическая ситуация в стране ухудшилась, цены растут, национальная валюта обесценивается. Кредит народного доверия к Президенту стремительно падает. Для стабилизации ситуации в стране Голобородько необходимо получить финансовую помощь МВФ в размере 15 миллиардов евро, которую могут предоставить, если на Украине будут введены реформы и приняты антикоррупционные законы. Однако Верховная Рада, которой тайно руководят олигархи, блокирует голосование по пакету этих законов.
Чтобы реализовать свои планы, Президент отправляется в поездки по Украине. Он побывает в Харькове, Одессе, Запорожье и Львове.

### 2 сезон. От любви до импичмента
(1 — 24 серии)
Второй сезон является расширенной версией фильма. Первые семь серий повествуют историю до фильма, последующие семь серий являются расширенной версией фильма, где более детально продемонстрирован сюжет, а оставшиеся десять серий рассказывают о событиях после фильма.
По сюжету второго сезона, после провальных реформ, проведённых по требованию МВФ, Голобородько уходит в отставку, однако выдвигает свою кандидатуру на следующие выборы президента Украины. Вторая половина сезона полностью посвящена его попыткам вернуть любовь народа с помощью эффектной предвыборной программы.

### 3 сезон. Выбор
(1 — 3 серии)
Третий сезон сериала начинается в киевском медицинском университете 2049 года. Студенты университета ходят на лекции нехотя, не понимая, зачем им это, изучают историю Украины в период 2019—2023 годов. Преподаватель рассказывает студентам о событиях, происходивших в те времена — после вторых выборов Голобородько.

## Продвижение. Показы в других странах
За день до выборов, 24 октября 2015 года, в День тишины на улицах столицы были установлены палатки «Народного президента» Голобородько. В рамках этой акции промоутеры раздавали киевлянам открытки с различными лозунгами, такими как «настучат чиновникам по льготам», «предоставляю депутатам по мандатам», «люструю по самые предшественники», «Кортежи — на …», «Чтобы простой учитель жил, как президент, а президент, как учитель».
Политическая комедия «Слуга народа» стала самым рейтинговым сериалом украинского телевидения по итогам 2015 года На официальном YouTube-канале «Квартала 95» сериал посмотрели 98 млн раз.
«Слугу народа» купили телеканалы Эстонии и Казахстана. Так, в начале года украинский сериал начал выходить на эстонском телеканале ETV+, его показывали в прайм-таймовом слоте (в 20:30) после основного выпуска новостей. Кроме того, сериал купили несколько онлайн-платформ.
В сентябре 2017 года «Студия Квартал 95» продала права на показ сериала «Слуга народа» крупнейшей мировой интернет-ТВ-платформе Netflix. Также «Студией Квартал 95» велись переговоры о заключении соглашения о продаже формата сериала американской компании FOX Studios.
В библиотеке Netflix «Слуга народа» доступен с английскими субтитрами, но планируется, что Netflix озвучит сериал на английском языке.

### Трансляция в России
22 мая 2019 г. российские СМИ сообщили о невозможности для пользователей из этой страны смотреть сериал на официальном канале «Квартала 95» в YouTube. Как выяснилось, это было сделано по требованию Яндекса, выкупившего права на сериал для его трансляции на собственном проекте «Кинопоиск» на условиях платной подписки. Приобретённые права не были эксклюзивными, и право на показ телесериала могли получить и другие российские компании.
11 декабря 2019 года сериал начал транслироваться на российском телеканале ТНТ. О самой премьере стало известно за сутки до начала показа, в то время как 9 декабря в рамках «нормандского формата» прошла первая встреча президента РФ Владимира Путина и президента Украины Владимира Зеленского. Телеканал ТНТ в телевизионном анонсе и в описании проекта на своём сайте (позже удалённом) сравнивал успехи Зеленского и Голобородько на посту президента, при этом не в пользу реального политика.
В то же время из версии, показанной ТНТ для московского часового пояса, была вырезана шутка с упоминанием Путина и отсылкой к украинской кричалке. После показа первых трёх серий канал резко изменил свою сетку и убрал сериал из программы на следующие дни, вернув на его место ранее показываемые повторы сериалов и программ. Представитель ТНТ заявил газете «Ведомости», что канал изначально не собирался показывать больше трёх эпизодов и подразумевал, что первый сезон покажут только в стриминг-сервисе PREMIER c 12 декабря, при том факте, что в этот же день в анонсах на самом ТНТ был обещан выход серий каждый день в 19:00 до 23 декабря: по будням в прайм-тайм по три серии в день с понедельника по четверг, ещё две в пятницу; так что заключительные серии должны были прийтись на 31 декабря и 1 января). Сам Владимир Зеленский выразил сожаление из-за снятия сериала из эфира ТНТ, посчитав это большой информационной ошибкой телеканала, власти или той части власти, которая руководит информационной политикой в России… потому что теперь все люди, которые их посмотрели, теперь точно посмотрят их в Youtube. При этом он сообщил, что ещё в 2016 году обсуждалась возможность трансляции сериала телеканалом «Дождь».

## Награды
Сериал стал лауреатом кинопремии WorldFest Remi Award (категория «Сериалы»), World Media Festival (категория «Развлекательные телевизионные сериалы»). В 2018 году «Слуга народа» был награждён на международных фестивалях в США, Германии и Южной Корее, в том числе стал лауреатом международной кинопремии WorldFest Remi Award и номинантом на Seoul International Drama Awards. Номинирован на Национальную телевизионную премию «Телетриумф 2018».

## В ролях

### В главных ролях
| Актёр                  | Роль                          | Сезоны         | Сезоны         | Сезоны         |
| ---------------------- | ----------------------------- | -------------- | -------------- | -------------- |
| Актёр                  | Роль                          | 1 (2015)       | 2 (2017)       | 3 (2019)       |
| Владимир Зеленский     | Василий Петрович Голобородько | Главный        | Главный        | Главный        |
| Станислав Боклан       | Юрий Иванович Чуйко           | Главный        | Главный        | Главный        |
| Евгений Кошевой        | Сергей Викторович Мухин       | Главный        | Главный        | Главный        |
| Елена Кравец           | Ольга Юрьевна Мищенко         | Главный        | Главный        | Главный        |
| Юрий Крапов            | Михаил Иванович Санин         | Главный        | Главный        | Главный        |
| Михаил Фаталов         | Микаель Ашотович Тасунян      | Главный        | Главный        | Главный        |
| Александр Пикалов      | Иван Андреевич Скорик         | Главный        | Главный        | Главный        |
| Виктор Сарайкин        | Пётр Васильевич Голобородько  | Главный        | Главный        | Главный        |
| Екатерина Кистень      | Светлана Петровна Сахно       | Главный        | Главный        | Главный        |
| Ольга Жуковцова-Кияшко | Оксана Сковорода              | Главный        | Главный        | Главный        |
| Юрий Гребельник        | Андрей Николаевич Немчук      | Главный        | Главный        | Главный        |
| Олег Масленников       | Рустем Ашотович Маматов       | Главный        |                |                |
| Владимир Горянский     | Рустем Ашотович Маматов       |                | Главный        | Главный        |
| Наталия Сумская        | Мария Стефановна Голобородько | Главный        | Гость          |                |
| Галина Безрук          | Анна Михайловна               | Главный        |                |                |
| Анастасия Чепелюк      | Анна Михайловна               |                | Гость          |                |
| Юрий Корявченков       | Борис Иванович Дудяк          | Главный        | Гость          |                |
| Георгий Поволоцкий     | Толя                          | Второстепенный | Главный        |                |
| Дмитрий Суржиков       | Дмитрий Васильевич Суриков    | Второстепенный | Главный        | Главный        |
| Алексей Смолка         | Сергей Леонидович Карасюк     | Второстепенный | Главный        | Главный        |
| Дмитрий Оскин          | Михаил Семёнович Ройзман      | Главный        | Главный        | Второстепенный |
| Жанна Богдевич         | Жанна Юрьевна Борисенко       | Второстепенный | Второстепенный | Главный        |

### Актёры
- Владимир Зеленский — Василий Петрович Голобородько, президент Украины, в прошлом — учитель истории / Григорий Сергеевич Бурьяненко, двойник
- Станислав Боклан — Юрий Иванович Чуйко, коррумпированный премьер-министр Украины
- Елена Кравец — Ольга Юрьевна Мищенко, бывшая жена президента Голобородько, глава Национального банка Украины, затем и. о. премьер-министра Украины, в третьем сезоне премьер-министр Украины / княгиня Ольга
- Евгений Кошевой — Сергей Викторович Мухин, министр иностранных дел Украины, одноклассник Голобородько / Нестор Летописец
- Ольга Жуковцова-Кияшко[укр.] — Оксана Сковорода, помощница Мухина
- Юрий Крапов — Михаил Иванович Санин, глава Фискальной службы / Михаил Грушевский
- Александр Пикалов — Иван Андреевич Скорик, министр обороны Украины, капитан ВСУ (в третьем сезоне майор ВСУ) / Богдан Хмельницкий
- Сергей Казанин — имиджмейкер
- Юрий Корявченков — Борис Иванович Дудяк, глава Антикоррупционного бюро. Во 2-й части работает помощником олигарха Ройзмана
- Мика Фаталов — Микаэль Ашотович Тасунян, глава СБУ / скифский царь Атей
- Виктор Сарайкин — Пётр Васильевич Голобородько, отец президента Голобородько
- Наталия Сумская — Мария Стефановна, мать президента Голобородько
- Екатерина Кистень — Светлана Петровна Сахно, сестра президента Голобородько
- Анна Кошмал — Наташа, дочь Светланы, племянница президента Голобородько
- Алексей Кирющенко — Сергей Павлович, бывший президент Украины (прототип — Виктор Янукович)
- Владимир Горянский — Рустем Ашотович Маматов, олигарх (прототип — Ринат Ахметов)
- Юрий Гребельник — Андрей Николаевич Немчук, олигарх (прототипы — Виктор Пинчук и Дмитрий Фирташ) / Плутарх
- Дмитрий Оськин — Михаил Семёнович Ройзман, олигарх, затем — глава Уманской автономной республики (прототип — Игорь Коломойский)
- Дмитрий Лаленков — брат и тезка олигарха Ройзмана, заменяет его в фильме и некоторых эпизодах второго сезона
- Виталина Библив — Мила, жена Скорика
- Татьяна Печёнкина — Нина Егоровна Третьяк, бывшая учительница Голобородько, глава СБУ
- Алексей Вертинский — Сергей Сюсельдорф, дизайнер (5 серия) / король Людовик XVI (20 серия)
- Георгий Поволоцкий — Толя, начальник охраны
- Елена Бондарева-Репина — Раиса Андреевна, директор школы
- Дмитрий Суржиков — Дмитрий Васильевич Суриков, глава Нацбанка, затем — премьер-министр Украины, президент Украины и глава Черноморской конфедерации (прототипа изначально не было, но в третьем сезоне персонаж был переписан таким образом, чтобы прототипом стал Пётр Порошенко)
- Алексей Смолка — Сергей Леонидович Карасюк, лидер парламентской фракции «Визволителі» (рус. «Спасители»), затем — генеральный секретарь СССР, человек Немчука.
- Жанна Богдевич — Жанна Юрьевна Борисенко, депутат, затем — президент Украины и глава Слобожанщины, человек Маматова (прототип — Юлия Тимошенко)
- Виталий Иванченко — Виталий Романченко, глава парламентской фракции «Добробут» (рус. «Благосостояние»), человек Ройзмана.
- Михаил Кришталь — Ярослав Худобяк, спикер Верховной рады (прототип — Олег Тягнибок), человек Немчука.
- Михаил Кукуюк — Борислав Костюк, депутат из фракции «Добробут», затем — лидер «Войсковой национальной дружины» и король Галицкого королевства (собирательный образ, частичный прототип — Дмитрий Ярош), человек Ройзмана.
- Назар Заднепровский — Назар Добрыйвечер, мэр, затем гетьман Запорожья (прототип — Олег Ляшко), человек Маматова.
- Анастасия Карпенко — Яна Клименко, оппозиционный журналист
- Людмила Ардельян — Матильда Олсен, глава ЕБРР
- Михаил Аугуст — Андрей Владимирович Яковлев, министр культуры
- Галина Безрук — Анна Михайловна, ведущий специалист департамента развития, советник президента по общим вопросам; во втором сезоне роль исполняет Анастасия Чепелюк.
- Сергей Калантай — Отто Адельвайнштайнер, глава МВФ
- Михаил Полицеймако — Костас Парагонис, министр иностранных дел Греции
- Валерий Жидков — ведущий ЧистоNews и стендап-комик в первом сезоне; учитель истории из 2049 года в третьем сезоне

## Съёмочная группа
- Идея: Владимир Зеленский, Андрей Яковлев, Алексей Кирющенко, Сергей Шефир, Борис Шефир
- Авторы сценария: Андрей Яковлев, Алексей Кирющенко, Юрий Костюк, Юрий Микуленко, Дмитрий Григоренко, Михаил Савин, Дмитрий Козлов, Александр Брагин, Валерий Жидков, Андрей Ильков, Андрей Нестеров, Андрей Авсеюшкин, Алексей Жук
- Режиссёр-постановщик: Алексей Кирющенко
- Оператор-постановщик: Сергей Кошель
- Художник-постановщик: Вадим Шинкарёв
- Композитор: Андрей Кирющенко
- Саундтрек: Дмитрий Шуров, Потап и Настя
- Продюсеры: Владимир Зеленский, Борис Шефир, Сергей Шефир, Андрей Яковлев, Алексей Кирющенко

## Эпизоды

### Сезон 1
| № серии | Премьера   | Описание серии |
| ------- | ---------- | --- |
| 1—2     | 16.11.2015 | Видеоролик с участием простого учителя истории взрывает Интернет благодаря честному взгляду Василия Голобородько на ситуацию в стране. Он не стесняется сказать все, что думает о теперешней власти. Кто бы мог подумать, что через несколько дней его выберут Президентом Украины.                                                                                      |
| 3       | 17.11.2015 | Проснувшись в роли Президента, Голобородько замечает, как все члены семьи начали ему прислуживать. Но вот приехала сестра-проводница, которая совсем и не в курсе, что её брат — новый Президент Украины. Тем временем олигархи начинают наводить справки о Василии Голобородько.                                                                                        |
| 4       | 17.11.2015 | Василий готовится к инаугурации. Ему помогает спичрайтер. Бывший парень племянницы Президента приходит домой к девушке вместе со своей семьей. Он хочет посватать её, ведь теперь она родственница Гаранта. |
| 5       | 18.11.2015 | Первый рабочий день Президента начался с поездки на работу на маршрутке. С ним прокатился и Премьер-министр. Папа Василия решает сделать несколько дорогостоящих покупок и пожить на широкую ногу. |
| 6       | 18.11.2015 | Родственники Президента на радостях делают шикарный ремонт в квартире и мечтают о переезде в Межигорье. Голобородько знакомится с чиновниками и посещает Верховную Раду. Ему даже привиделся Че Гевара, который призвал к радикальным мерам. |
| 7       | 19.11.2015 | По приказу Василия все депутаты должны разгрузить центр и переехать работать в здания на окраине столицы. Также чиновники должны пересесть из шикарных бизнес-автомобилей на велосипеды. |
| 8       | 19.11.2015 | Провести открытый конкурс на замещение должностей министров оказалось большой ошибкой. Ведь он был подставным. Старая власть и олигархи решили привести на хлебные места своих людей. Президент узнал об этом случайно. Поэтому он решил предложить должности проверенным людям, с которыми знаком лично. Но неизвестно, поддержат ли их кандидатуры остальные депутаты. |
| 9       | 23.11.2015 | Первый рабочий день команды Голобородько был нелёгким для всех министров без исключения. В Кабмине много людей, которые хотят их подставить. Больше всего пострадала глава СБУ, которой подсыпали в стакан с водой какое-то вещество. |
| 10      | 23.11.2015 | Гарант шокирован тем, что случилось с главой СБУ. Он намерен во всем разобраться. Тем временем его команда получает заманчивые предложения от сильных мира сего. Олигархи пытаются подкупить министров. Президент, конечно, ничего об этом не знает. |
| 11      | 24.11.2015 | Министры все-таки решают принять взятки. Некоторые из них даже запрашивают суммы ещё больше. В это же время Премьер отлично себя чувствует, собирая прибыль с аграриев. А вот бюджетники получают то, что осталось. |
| 12      | 24.11.2015 | Голобородько вводит налоговую реформу. Она предусматривает понижение процентной ставки, а также упрощенную схему оплаты налогов. Чтобы разъяснить свои намерения людям, Президент хочет воспользоваться ресурсами Министерства культуры. Он просит снять рекламный ролик, на котором просто и доступно будут показаны все плюсы реформы.                                 |
| 13      | 25.11.2015 | Налоговая реформа Голобородько в первую очередь коснулась его семьи, а именно папы. Тем временем министр фискальной службы начал проверять чиновников. Он выяснил, что все их доходы зарегистрированы на супруг, братьев, родителей и т. д. Когда их родственники так шикуют, сами депутаты ютятся в маленьких квартирках.                                               |
| 14      | 25.11.2015 | Благодаря уговорам жены Толика Президент принимает решение воспользоваться услугами охранника. Министр фискальной службы побеседовал с родственниками самых богатых чиновников. Это привело к резонансному делу и заставило зашевелиться олигархов. |
| 15      | 26.11.2015 | Сестра Президента пытается попасть в Кабмин и занять высокую должность. Но все министры отказываются пристроить её в своих ведомствах. Когда в бюджете появляются хоть какие-то средства, Голобородько решает пустить их на ремонт киевских дорог. |
| 16      | 26.11.2015 | Все неудачи Президента и его команды сливают в СМИ. Один звонок способен вызвать бурю недовольного народа. Над этим работают специально обученные люди, прислуживающие чиновникам, которые не хотят потерять насиженные места. |
| 17      | 30.11.2015 | Запустив несколько реформ, Голобородько фактически объявил войну олигархам. За Президентом начинают следить. Подчиненные олигархов изо всех сил пытаются найти погрешности, которые имели место в жизни Президента. Но, как оказалось, скомпрометировать Гаранта не так уж и легко.                                                                                      |
| 18      | 01.12.2015 | Найти достойного человека на должность главы Укравтодора не так уж и легко. Годами её занимали люди, которые разворовывали одну из важнейших структур в устройстве страны. А такие люди нового Гаранта, конечно, не устраивают. |
| 19      | 02.12.2015 | Голобородько всячески пытается искоренить коррумпированную власть. В этой серии Гаранту звонит сама Ангела Меркель, которая по ошибке сообщает Президенту приятную новость — Украину решили принять в Европейский Союз. Но на самом деле в ЕС вступает Черногория. |
| 20      | 03.12.2015 | Президент предлагает сильным мира сего подать реальные налоговые декларации с правильным количеством нулей. Голобородько продолжает прессовать олигархов. Конечно, это вызывает у них бешенство. Каста олигархов пытается всячески повлиять на Президента. Но он не сдаётся.                                                                                             |
| 21      | 07.12.2015 | Реформы Голобородько не нравятся не только народу, но и «трём китам», которые пытаются получить контроль над властью. Они стараются договориться с новоиспечённым Президентом, но ничего не выходит. |
| 22      | 08.12.2015 | Президенту предстоит погасить долги перед МВФ. Он прибегает к непопулярным мерам — жёсткому реформированию. Такая политика главы государства сеет среди народа настоящую панику. |
| 23      | 09.12.2015 | Президент участвует в политическом ток-шоу. В эфире программы он говорит о реформировании судебной системы Украины. С подачи Голобородько у бывшего начальника Санэпидемстанции Киева провели ревизию прямо дома. Показали, какую шикарную жизнь ведет чиновник вместе со своей семьей.                                                                                  |
| 24      | 09.12.2015 | Вот и подошли к концу первые 100 дней правления Голобородько. Наконец-то его действия приводят к прогрессу. Изменения во власти становятся заметными. Президент смог найти те кнопки, надавив на которые, можно легче и проще проводить реформы. |

### Сезон 2. От любви до импичмента
| № серии | Премьера   | Описание серии |
| ------- | ---------- | --- |
| 1—2     | 23.10.2017 | Президент Украины, Василий Голобородько, просыпается в холодном поту после сна, в котором его предали лучшие друзья. Немного придя в себя, он быстро успокаивается, так как это всего лишь сон, а в реальности у президента сегодня день рождения. Но посмотрев новости, Голобородько вдруг понимает, что праздника не будет, ведь в стране произошёл государственный переворот. |
| 3       | 24.10.2017 | После незабываемого дня рождения президента все его друзья собрались на важное совещание в его кабинете. На повестке дня: отсутствие доказательств против Юрия Ивановича, так как банки всех стран, в которые он выводил деньги, отказываются сотрудничать со следствием. Внезапно совещание прервал визит самого Юрия Ивановича, которого привели в кабинет Голобородько для следственного эксперимента. |
| 4       | 24.10.2017 | Наконец-то настал тот день, когда Украина получила безвиз. Больше всех рад этой новости, конечно же, президент. Выйдя утром из дома, Василий Голобородько не встречает ни единого человека и вскоре понимает, что все украинцы покинули свою Родину в поисках лучшей судьбы, а настоящим патриотом своей страны остался только он (потом это оказывается сном). |
| 5       | 25.10.2017 | После заседания Кабинета Министров президент понимает, что настало время перемен, и отправляется в департамент развития, у которого уже давно есть план «по воплощению мечты успешной и самодостаточной Украины». В то же время продолжается суд над Юрием Ивановичем, и сегодня неподкупный судья озвучит свой приговор. |
| 6       | 25.10.2017 | Сегодня важный исторический день для всей страны, и парламент должен проголосовать за нового премьер-министра. Ситуация складывается так, что олигархи не могут между собой определиться с единой кандидатурой на данный пост и запускают серию компрометирующих сюжетов о президенте и его окружении на ТВ, чтобы он их не опередил со своим кандидатом. |
| 7       | 26.10.2017 | Мировой кризис коснулся даже МВФ, поэтому в Восточной Европе кредит получит только одна страна: Украина или Греция, но для этого страны должны показать свою жёсткую позицию в вопросе коррупции. Греки решают посадить своих олигархов. Украине нужна фигура покрупнее, поэтому местные олигархи решают арестовать главного коррупционера, которым оказался бывший президент. |
| 8       | 26.10.2017 | Для получения кредита от МВФ Украина должна выполнить обязательные условия и принять целый пакет антикоррупционных законов, за которые упорно не хотят голосовать депутаты Верховной Рады. У президента есть всего 2 дня, чтобы убедить депутатов проголосовать за необходимые для страны законы. |
| 9       | 30.10.2017 | После визита президента к Юрию Ивановичу в «места не столь отдалённые» Василий Голобородько делает предложение, от которого бывший премьер-министр не может отказаться и соглашается дать показания против олигархов в суде. |
| 10      | 30.10.2017 | Во Львов прилетает делегация из МВФ для подписания окончательного соглашения по кредиту. Казалось бы, никаких трудностей возникнуть не должно, ведь Рада проголосовала за необходимые для страны законы, и требуется всего лишь личное присутствие президента, который в столь ответственный момент решает не ехать во Львов, а отправляется в турне по стране с компроматом на олигархов. |
| 11      | 31.10.2017 | Чтобы рассорить олигархов между собой и получить заветный кредит, Василий Петрович Голобородько отправляется в Харьков на встречу с губернатором с единственной целью: убедить его сменить банк Ройзмана на банк Маматова. Встреча не дала нужного результата, и президент снова идёт к Юрию Ивановичу, у которого есть запасной план. |
| 12      | 31.10.2017 | Вместо обещанного визита в Сумы президент отправляется в Запорожье и раскрывает прессе ряд коррупционных схем, после чего перед множеством камер благодарит за данную информацию журналиста Сергея Бирюкова, работающего на Ройзмана. Олигархи понимают, что все эти события далеко не случайность, и обещают устроить Василию Петровичу «тёплый прием» в Запорожье. |
| 13      | 01.11.2017 | Голобородько продолжает раскрывать схемы олигархов, создавая им всё новые проблемы. Те «грызутся» между собой, лишив лицензии одного из телеканалов и устроив сбой приватизированных мобильных операторов и банковских систем. Украина впадает в глобальный кризис, но потом и это оказывается лишь сном Голобородько. Натравленные Маматовым «титушки» гоняют президента и Чуйко по всему Запорожью. В гонках Голобородько приходится переодеваться в Верку Сердючку и «отстреливаться» тортиками! |
| 14      | 01.11.2017 | Юрий Иванович обретает долгожданную свободу, выполнив свои обязательства перед президентом. Голобородько встречается с делегацией МВФ для принятия требований оной, но когда он услышал, что требует от Украины комиссия, последняя была послана по известному адресу. |
| 15      | 02.11.2017 | Послав кредиторов туда, где много лет она находится сама, Украина не получила транш в 15 миллиардов и рискует потерять свою репутацию на международном уровне. Для выхода из кризиса президент предлагает на пост премьер-министра своего человека, при этом шантажирует лидеров главных фракций Верховной Рады досрочным роспуском. |
| 16      | 02.11.2017 | Олигархи хотят избавиться от неугодного президента как можно скорее и с наименьшими потерями для себя, поэтому на общем совете решают устроить для Голобородько импичмент. Для этого они бросают все силы на поиски Юрия Ивановича, который много чего знает. В то же время президент наносит ответный удар и спецслужбы арестовывают Ройзмана. |
| 17      | 06.11.2017 | Президент заявил, что уходит в отставку, а Суриков тем временем становится премьер-министром. Председатель СБУ и министр иностранных дел тоже хотят уйти с должности. Семья Голобородько пытается вывести его из депрессии. Начинается предвыборная борьба за кресло главы страны, в президенты идет даже человек-пчела. |
| 18      | 07.11.2017 | Борьба за кресло президента в самом разгаре, депутаты снимают предвыборные агитационные ролики. Некоторые из них даже не знают украинского языка! Голобородько решил тоже идти на выборы. Но денег для кампании нет, и ни один банк не даст кредит на 2 миллиона. |
| 19      | 08.11.2017 | Ярослав Худобяк лидирует в предвыборной кампании, а Голобородько — на последнем месте. Впрочем, на кампанию удалось собрать деньги при помощи Сурикова, и Василий обращается к политтехнологу за помощью. Абсурдность рекламных роликов удивляет не только Голобородько, но и его команду. |
| 20      | 09.11.2017 | Нестор Дьяченко — кандидат, который верит только в Бога, а олигархи никак не поймут, кто его спонсирует. Борьба среди кандидатов началась ещё и на религиозном уровне. А Голобородько снимает ещё один рекламный ролик и готовится к дебатам. Вот только деньги на кампанию внезапно куда-то исчезли. |
| 21      | 13.11.2017 | Голобородько отправил деньги с предвыборной кампании в инновацию — пешеходный переход с подсветкой. Оказалось, что этот поступок поднял его на первое место. Назар Добрыйвечер должен устроить с Голобородько драку, но Василий на дебаты не явился, и он сцепился с Ходобяком. Поступок Голобородько пошел только на пользу — он вышел в лидеры. |
| 22      | 14.11.2017 | Суриков нашел компромат на кандидатов в президенты и хочет сотрудничать с Голобородько. На дебатах Василий разоблачает тех, кто финансировал кампании Карасюка, Худобяка, Добрыйвечера и Борисенко. Олигархи ищут новые пути снижения рейтингов Голобородько. Против него выдвигают другого «простого человека из народа» — доктора Тищенко. Его даже обвиняют в том, что он — проект Немчука (при помощи сюжета с участием двойника). |
| 23      | 15.11.2017 | Афера олигархов раскрыта. Маматов арестован по обвинению в подготовке убийства Голобородько. Борисенко снимается с выборов в пользу Карасюка. Суриков представляет Немчуку компромат на последнего, и в результате Карасюк также снимается с выборов, отдавая свои голоса в пользу Сурикова. Суриков возобновляет переговоры с МВФ о кредите и добивается успеха, чем получает поддержку избирателей. |
| 24      | 16.11.2017 | Оля пытается найти компромат на Сурикова, но неудачно. Неожиданно на помощь в этом вопросе приходит Немчук, выбросив в эфир компромат об условиях сделки с МВФ. За два дня до выборов в эфире телепередачи «Диалог» должны пройти дебаты между Голобородько и Суриковым. Последний на дебаты не является, а его представителем выходит… Юрий Иванович, рассказывающий правду о своем спасении, тем самым выставив Голобородько преступником в глазах общественности. Чуть позже он признаёт, что бывший президент симпатичен ему, и объясняет зрителям правду о том, что побудило Голобородько совершить должностное преступление. По итогам выборов Суриков лидирует с результатом, почти вдвое превышающим результат Голобородько. Но народ не верит результатам выборов… |

### Сезон 3. Выбор
| № серии | Премьера   | Описание серии |
| ------- | ---------- | --- |
| 1       | 27.03.2019 | В жизни страны наступают тёмные времена: Василий Голобородько находится в тюрьме по обвинению в организации государственного переворота. Президентскую присягу принимает Дмитрий Суриков. И он — только первый персонаж в ряде тёмных личностей политики, через которую придется пройти украинскому народу. |
| 2       | 27.03.2019 | После «Молочного Майдана» президентом Украины становится женщина — Жанна Борисенко, которая наобещала золотые горы, как олигархам, так и простым украинцам. Невозможность выполнения этих обещаний приводит к очередному перевороту, власть в стране переходит к «Военно-национальной дружине» во главе с Бориславом Костюком. |
| 3       | 28.03.2019 | После принятия присяги президента Украины перед Василием Голобородько и его командой стоит очень важный вопрос: «Как объединить Украину и сделать из неё одну из самых сильных и самых богатых стран мира?» Ибо за время, пока он находился в тюрьме, Украина развалилась на 28 отдельных государств: Крымский эмират, Галицкое королевство, Шведскую волость, Черноморскую конфедерацию, Баштанскую республику, Черкасский доминион, СССР (Союз Свободных Самодостаточных Республик) и др. |

## Рейтинги
По результату просмотра первой серии «Слугу народа» назвали лидером слота и самым рейтинговым телепродуктом осеннего сезона (рейтинг — 10,4 %, доля — 26 % по аудитории 18—54, Украина). Следующий день эфира так же уверенно вывел сериал в топ программ, опередив по уровню популярности трансляцию футбольного матча Словения — Украина (рейтинг четвёртой серии — 9,9, доля — 24,9 по аудитории 18—54, Украина). Показатели рассчитаны на основе предварительных данных. Данные исследования ТВ аудитории принадлежат ІТК, оператор панели — Nielsen, мониторинг — Коммуникационный Альянс. Данные предоставлены телеканалом «1+1». Показатели рассчитаны для целевых аудиторий 18-54 (Украина), 18-54 (города 50 тыс.+) и 4+ (Украина). Итоги телесезона 2017—2018: «Слуга народа. От любви до импичмента» получил больше 70 % голосов.

## Критика
Украинский журналист Вадим Ерченко написал статью, где проанализировал сериал «Слуга народа». В статье журналист пишет: «Подобный проект для отечественного ТВ несомненно феномен», но и одновременно отмечает, что это произведение является «сериалом-популизмом». И указывает на его жанровую неопределенность: «„Слуга“ существует вне общепринятых жанров. Это не комедия, потому что после 2013 года многим не смешно. И не ситком, потому как первые 4-5 серий сливаются в одну затянутую сцену, которая не имеет конца. Это не политическая сатира, потому что слишком откровенно и чуть ли не с именами…». Завершая, он отмечает: «„Слуга народа“ — всего лишь сериал, а не кандидат в президенты».
Политолог Валерий Майданюк критикует сериал за то, что президент и вся политическая верхушка в нём русскоязычные, а «украинский язык и культура изображены как некий маргинальный аборигенский фольклор на фоне русского языка».
Профессор кафедры украинского языка Киево-Могилянской академии Лариса Масенко также осуждает сериал из-за русификации. Доктор филологических наук указывает на эпизод, где главный герой собирается читать речь на украинском, а затем — «Всё, я останусь собой, буду говорить по-русски» .
В программе «Особый взгляд» на телеканале ZIK журналистка Татьяна Кузьминчук указывает на то, что в сериал «украинский вплели только в маленькие эпизоды шароварного сорта», вспоминая явление «языковой шизофрении».
Издание Uainfo указывает на фразу в начале 7-й серии, где Зеленский цитирует Петра Столыпина, известного своими антиукраинскими действиями: «Но знайте, я счастлив умереть за своего царя. Так в 1911 году в театре „Оперы и балета“, был убит Петр Аркадьевич Столыпин».
По данным СМИ, Сашко Лирник также негативно отзывался об «откровениях» главного героя «про хохлов» в 16-й серии, хотя сам сказочник написал: «Уточняю, кто не понял. Речь не об этом конкретном фильме или эпизоде, а об общем подходе к „украинскому вопросу“ в творчестве „юмористов“».
За доминирование в украинском сериале русского языка «Слугу народа» критикуют также такие издания и медиа-ресурсы, как «Черноморские новости», «Портал языковой политики».
Ряд политиков упрекнул студию «Квартал-95» за использование сериала в агитационных целях в президентской кампании Владимира Зеленского.
Обозреватель украинского издания «Детектор медиа» Гала Скляревская посчитала третий сезон сериала трёхчасовым предвыборным роликом кандидата Зеленского, сценаристы которого особо и не скрывали прообразов главных антигероев: действующего президента Петра Порошенко (Суриков) и бывшего премьера Юлию Тимошенко (Борисенко). Также она обратила внимание на использование в первых двух сериях тезисов российской пропаганды (Майдан ведет к хаосу и обнищанию, олигархи грабят страну через политиков, негативное отношение к международным организациям, угроза националистического переворота, отсутствие у Украины собственного суверенитета, перспектив и власти), а также иллюстрирование «олигархических майданов» кадрами времён Евромайдана.

## Адаптация телесериала в других странах мира
- 4 марта 2023 года вышла адаптация в Польше на канале Polsat[33]. Премьера в Украине состоялась 29 июля 2024 года на телеканале 1+1 Украина[34]